# Пантоф
Пантофите са вид чехли, които се носят на закрито, особено вкъщи.Това са леки и меки обувки, лесни за обуване и събуване. 
Най-често пантофите се правят от кожа или друга тъкан, но някои видове, предназначени за използване в мокри помещения, се правят от гума или пластмаса. Подметката им често е много тънка и не предоставя сериозна защита за ходилата. В някои хотели или на борда на някои самолети, на клиентите се раздават еднократни пантофи (или чехли).
Най-ранните пантофи датират от 12 век от Виетнам. На запад се появяват около 1478 г.